# Rebin Asaad
Rebin Asaad, född 31 oktober 1994, är en svensk fotbollsspelare som spelar för Österlen FF.

## Karriär
Asaad är född i Trollhättan, men flyttade med sin familj som fyraåring till Malmö. Hans fotbollskarriär startade i en mindre stadsdelsklubb innan han fick en plats i Malmö FF:s ungdomsakademi.
Mellan 2011 och 2012 spelade han för BK Olympic. Inför säsongen 2013 gick han till Ängelholms FF.
I februari 2016 värvades Asaad av Halmstads BK som då spelade i Superettan. Asaad spelade 21 matcher varav 16 från start. Halmstad BK lyckades kvala sig upp till Allsvenskan 2017 via 2 kvalmatcher mot Helsingborgs IF. Säsongen 2017 fick Asaad inte starta en enda match i Halmstad utan endast göra fem inhopp. 
Den 21 juli 2017 värvades Asaad av Hammarby IF, där han skrev på ett 1,5-årskontrakt. I augusti 2018 lånades Asaad ut till IK Frej över resten av säsongen. Efter utlåningens slut valde Hammarby att inte erbjuda Asaad något nytt kontrakt och han lämnade därmed klubben.
I mars 2019 skrev Asaad på för Varbergs BoIS. I februari 2020 meddelade Asaad att han lämnade klubben. I juni 2020 gick han till Torns IF. I januari 2021 värvades Asaad av Lunds BK. Inför säsongen 2022 gick han till division 2-klubben Österlen FF.

## Privatliv
Rebin Asaads yngre bror, Alan Asaad, är också en fotbollsspelare. Hans äldre bror, Nazad Asaad, har varit ungdomsproffs i italienska Udinese samt spelat i polska högstaligan för ŁKS Łódź.
Asaad fick sitt första barn, tillsammans med sin sambo Sara Eriksson, den 14 februari 2025.